# カラスエイ
カラスエイ(烏鱏、学名Pteroplatytrygon violacea)はアカエイ科に属するエイの一種である。カラスエイ属は単型。体盤は横長でくさび型。鋭い歯と鞭のような尾、長い毒針を持つ。体色は紫から青緑。体盤幅59cm程度まで成長する。水温19°C以上の外洋域に生息し、季節回遊する。外洋に生息する唯一のアカエイ類で、通常は100m以浅で見られる。底生のアカエイ類と異なり、羽ばたくように泳ぐ。
餌は遊泳性の無脊椎動物や小魚。活発な捕食者で、胸鰭で獲物を包み込む。産卵期のイカのような季節性の餌も利用する。無胎盤性胎生で妊娠期間は短く、年間2回・4-13匹の仔魚を生む。出産は赤道付近で、時期は場所によって異なる。漁業者を除いて遭遇することは少ないが、尾の棘は危険である。経済価値はあまりなく、混獲されても捨てられる。捕食者の減少により個体数は増えている。 多産な汎存種のため、IUCNは保全状況を軽度懸念としている。

## 分類
1832年、フランスの博物学者Charles Lucien BonaparteによってIconografia della fauna italica per le quattro classi degli animali vertebratiの3巻に記載された。ラテン語で"紫のアカエイ"を意味するTrygon violaceaと命名され、イタリア沖で採集された2個体の標本がシンタイプに指定された。Trygon属はDasyatis属のシノニムとされていた。1910年、米国の動物学者ヘンリー・ウィード・ファウラーは、ギリシア語のpteron("鰭")、platus("広い")、trygon("アカエイ")に由来するPteroplatytrygon亜属を提唱し、カラスエイを置いた。その後様々な論争があったが、最終的にPteroplatytrygonは属に昇格された。。
2001年の形態系統解析では、カラスエイはアカエイ科の基部系統の一つとなり、Pastinachus・Dasyatis・インド太平洋のHimantura属を含むクレードの姉妹群として位置づけられている。だが2016年の分子系統解析ではホシエイの姉妹群であるという結果が得られている。

## 分布
ほぼ世界中の熱帯から暖帯、緯度52°N-50°Sの外洋域に生息している。西部大西洋ではグランドバンクからノースカロライナ・メキシコ湾・小アンティル諸島・ブラジル・ウルグアイ、東部大西洋では北海からマデイラ諸島・地中海・カーボベルデ周辺・ギニア湾・南アフリカ沖、西部太平洋では日本からオーストラリア・ニュージーランド、東部太平洋ではブリティッシュコロンビアからチリ、また、ハワイ・ガラパゴス・イースター島からも報告されている。インド洋からはあまり報告がないが、インドネシア南西部では一般的である。

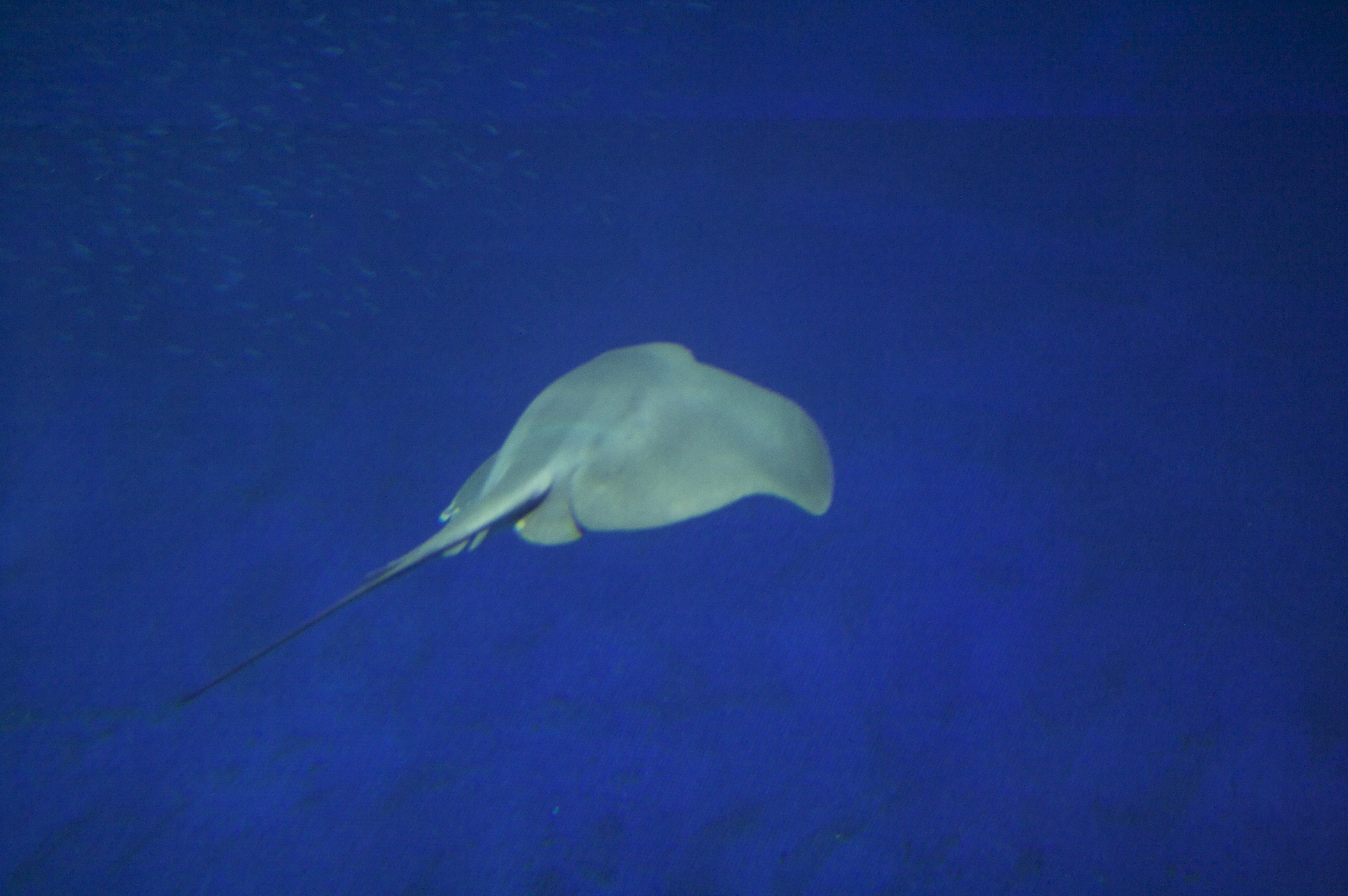
外洋で見られるほぼ唯一のアカエイ類である。

海底より外洋に生息するのが特徴で、通常100m以浅で見られる。海底に近づくこともあり、九州パラオ海嶺の330-381mの深度でも捕獲されている。。水温19°C以上を好み、15°Cを下回ると死滅する。
暖水塊を追って季節回遊を行う。北西大西洋では、12-4月はメキシコ湾流の近くで、6-9月は北方の大陸棚で見られる。地中海でも同じような回遊を行うと考えられているが詳細は分かっていない。太平洋では冬季を赤道の近くで過ごし、春になるとより高緯度の沿岸部に移動する。太平洋には2つの個体群が存在し、1つは中米からカリフォルニア、もう1つは中央太平洋から日本・ブリティッシュコロンビアまで回遊する。南東ブラジルのカボ・フリオ沖では晩春から夏に冷たい湧昇流が見られるため、深度45mより上の暖水塊が存在する領域に閉じ込められる。

## 形態

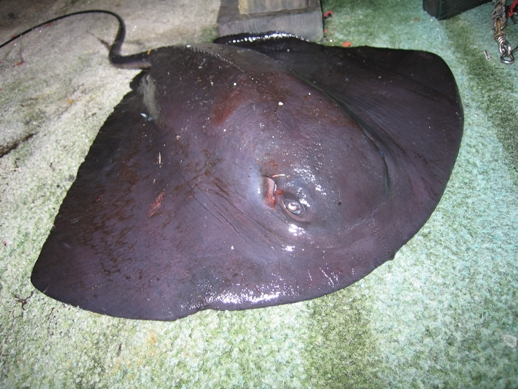
横長でくさび型の体盤、突出しない眼、紫の体色が特徴。

体盤は厚くくさび型で、長さは幅の約3/4。前縁は弧を描き、後縁はほぼ真っ直ぐに尾に続いている。吻は短く先端は丸い。眼は小さく、他のアカエイ類と違い突き出さず、すぐ後方に噴水孔がある。鼻孔間に短くて広い鼻褶があり、口は小さく少し曲がる。口角に深い溝があり、下顎の凹みに合わせて上顎の中央が少し突出する。 口底を横切って、0-15に分岐した乳頭突起の列がある。上顎には25-34、下顎には25-31の歯列がある。雌雄共に鋭く尖った歯を持つが、雄の方が長く鋭い。腹鰭の縁はほぼ真っ直ぐで両端は少し丸くなっている。
鞭のような尾は体盤の2倍の長さになる。根元は太いが、急激に細くなり非常に長い。前方から約1/3の場所に、鋸歯状の棘が尾に沿って生えている。先の棘が抜ける前に次の棘が生えることがあり、この場合は2本存在する。低い皮褶が棘の基部から尾の先端の手前まで伸びる。若魚の皮膚は完全に滑らかだが、年と共に背面中央に小さな棘が現れ、眼の間から棘の基部にかけてを覆う。背面は暗紫色から青緑色、腹側はそれより少し明るい色である。捕まえたり触ったりすると、濃い黒の粘液が滲み出し体を覆う。体長1.3m・体幅59cm程度。1995-2000年にかけて行われた飼育実験での最大個体は、雄は体幅68cm・体重12kg、雌は体幅94cm・体重49kgであった。

## 生態

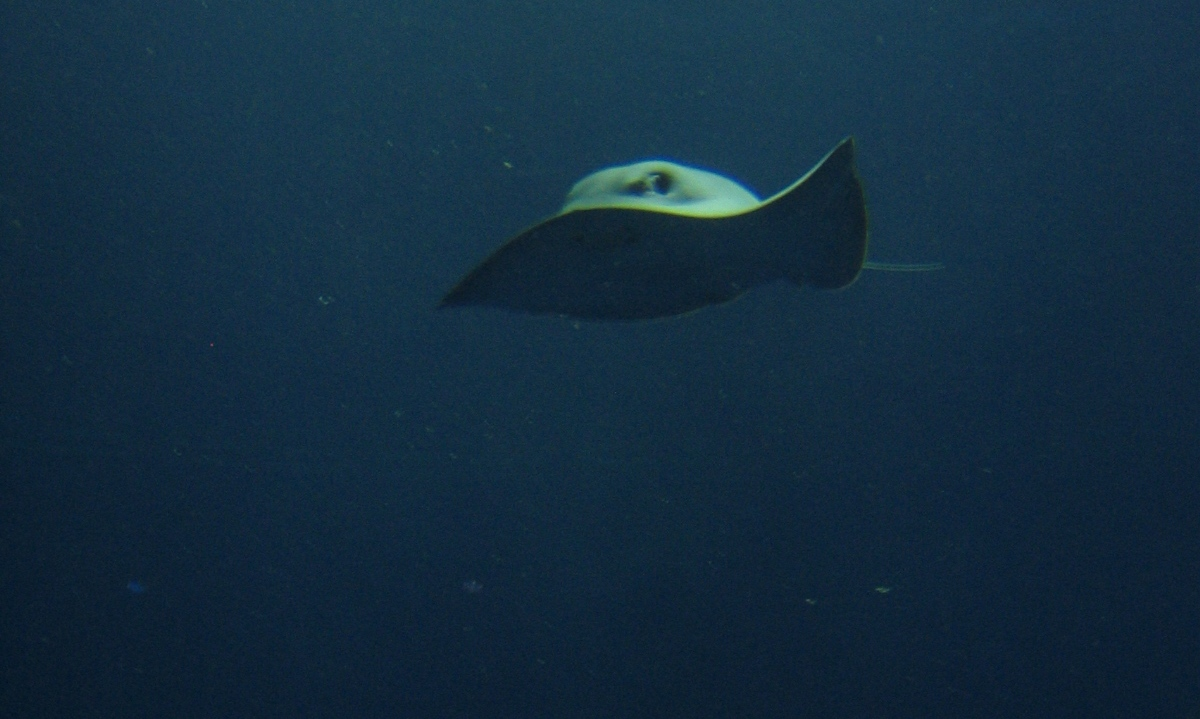
羽ばたいて泳ぐ。

遊泳性であるため、底生の近縁種とは様々な点で異なっている。ほとんどのアカエイ類は体盤をうねらせることで推進するが、この種はトビエイと同じように胸鰭を羽ばたかせることで泳ぐ。この泳ぎ方は小回りが効かないが、揚力が発生し推進効率が高い。後ろ向きに泳ぐこともでき、小回りの効かなさを補っている。
獲物を視覚に頼って見つけると考えられている。他のアカエイ類と比べロレンチーニ器官の密度が1/3以下であり、覆っている面積も少ない。だが、背面・腹面共に同数程度存在し、トビエイ類よりは多い。30cmまでの距離で1nV/cm以下の電場を感知でき、海水の動きによって発生する電場を捉えられる可能性もある。機械受容器である側線は、他のアカエイ類に似て背面・腹面の広範囲を覆っている。だが機械刺激より視覚刺激の方に敏感である。
雄は雌よりも深い場所に生息し、おそらく水平方向にも棲み分けていると考えられる。捕獲個体は空腹時にマンボウを攻撃することが観察されている。ヨゴレ・ホホジロザメ・ハクジラなどの大型捕食者の獲物となる。体色は特徴のない背景の中で保護色となる。尾の毒針は潜在的に他魚を遠ざけている。Acanthobothrium benedeni ・A. crassicolle ・A. filicolle ・Rhinebothrium baeri ・R. palombii ・Tetragonocephalum uarnak などの条虫、Entobdella diadema などの単生類の宿主となる。

### 摂餌

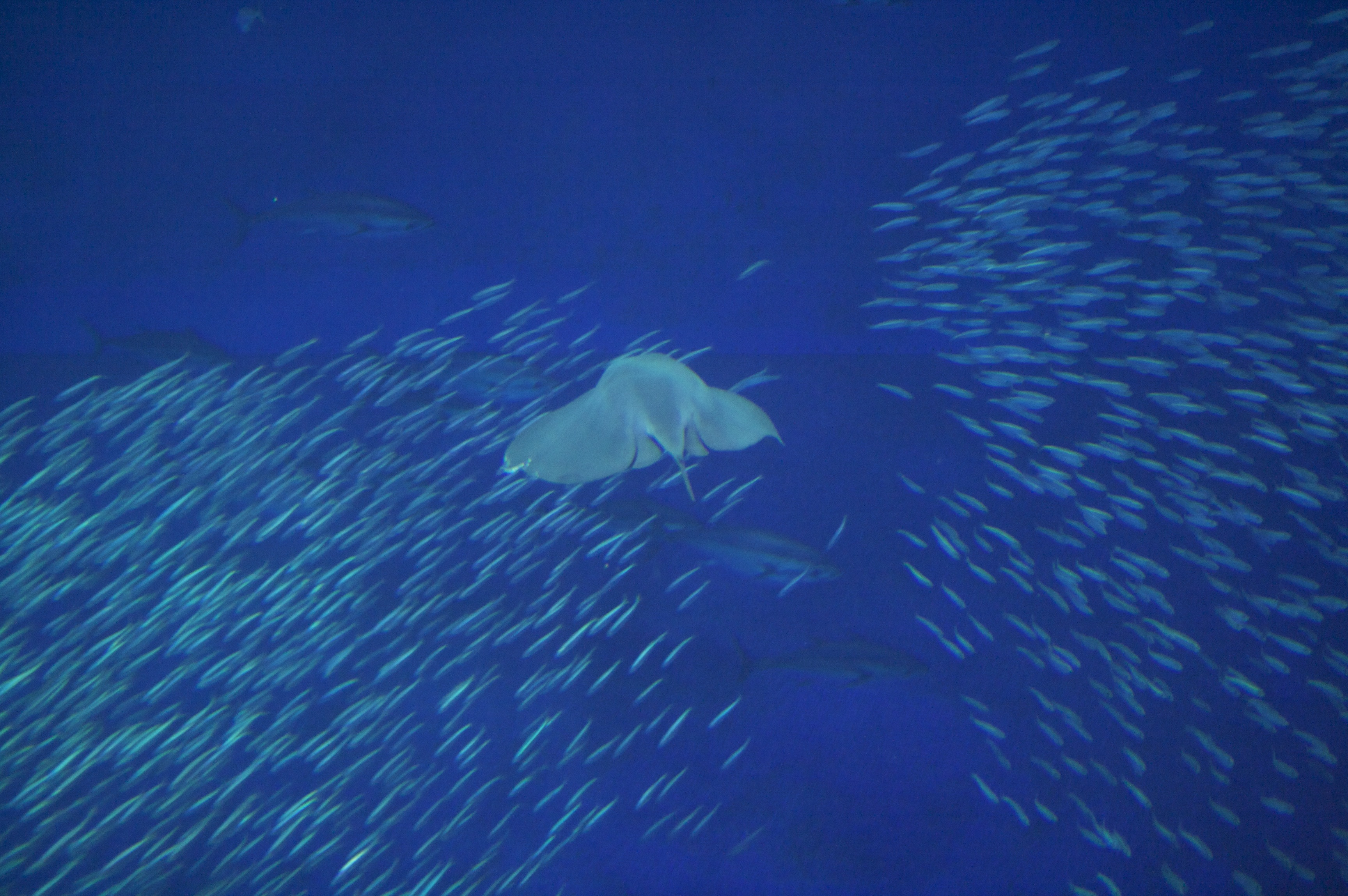
小魚は獲物の一つ。

活発な捕食者であり、獲物を胸鰭で包み込んでから口に運ぶ。滑らかな獲物を捉えて切断するため、アカエイ類には珍しく鋭く尖った歯を持つ。餌の種類は多様であり、端脚類・オキアミ・カニの幼生などの甲殻類、イカ・タコ・翼足類などの軟体動物、ニシン・サバ・タツノオトシゴ・カワハギなどの魚類、クシクラゲ、クラゲ、多毛類などを食べる。11-4月のカリフォルニア沖では、繁殖のために集まった大量のイカを捕食する。1-2月のブラジル沖では、小魚に引き寄せられて沿岸に集まったタチウオの群れを捕食する。幼体は1日に体重の6-7%の餌を消費するが、成体では1%程度になる。

### 生活史
他のアカエイ類のように、無胎盤性の胎生である。胚は卵黄栄養で育ち、その後組織栄養(タンパク質・脂質・粘液で構成された"子宮乳")に移行する。子宮乳は妊娠子宮絨毛糸(trophonemata)と呼ばれる、多数の糸状に伸長した子宮上皮から分泌され、胎児の広がった噴水孔から給餌される。卵巣・子宮は左側のみが機能し、年2回繁殖可能である。繁殖行動は、北西大西洋では3-6月、南西大西洋では晩春に見られる。雌は1年以上精子を蓄えることができ、適切な環境を選んで妊娠することができる。受精卵の塊は両端が先細りになった被膜に包まれているが、皮膜はすぐに破れ卵を子宮内に放出する。妊娠期間はエイの中で最も短い2-4か月であり、その間に胚の重量は100倍にもなる。
太平洋では、雌は北方へ移動する前の11-3月(冬季)に中米付近で出産する。北西大西洋でも同じように、冬季に西インド諸島沖などの暖水域で出産すると考えられる。だが、南方に移動する前、8-9月に出産したと考えられる例も2例記録されている。南西大西洋では夏季である1月近辺、赤道付近へ戻る前に出産する。地中海では他の地域と異なり、暖水域に移動する前の夏季に出産する。産仔数は4-13(平均6)で母体の大きさに影響されない。仔魚の体幅は15-25cm。捕獲個体に十分な給餌をした場合、1年で平均8.1cm(体幅)の成長が見られたが、自然条件下では1.6cmにすぎない。成体の摂餌量と成長率は、1-2,6-8月で高く、3-4,10-11月で低い。雄は2歳・体幅37-50cmで、雌は3歳・体幅39-50cmで性成熟する。寿命は10-12年。最も多産なエイの一つであり、年間個体数増加率は31%にも達する。

## 人との関連

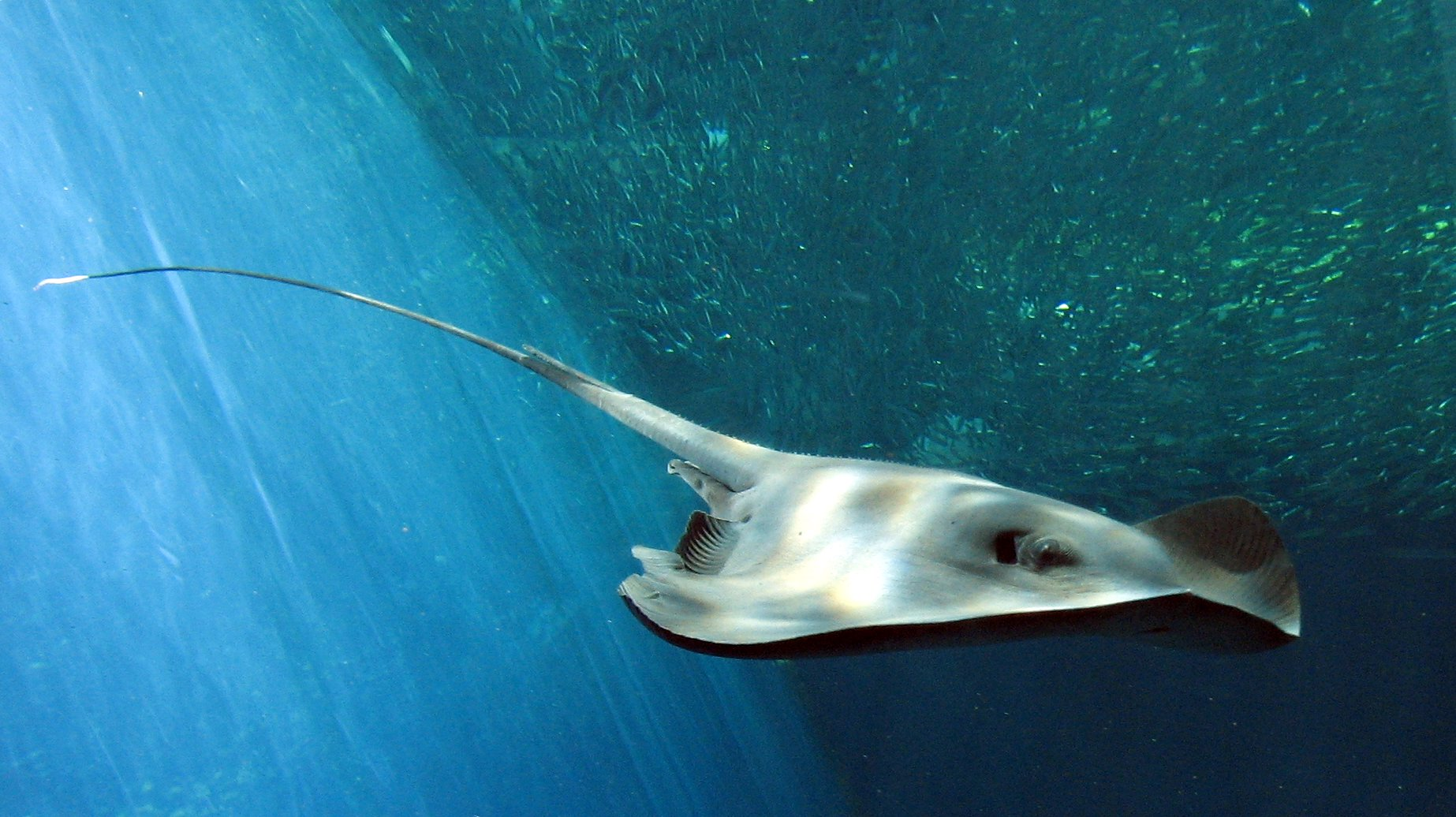
アクアマリンふくしまのカラスエイ

人が遭遇することは少なく、攻撃的ではないが、扱う際には尾の棘に注意しなければならない。死亡例が2例あり、マグロ延縄漁従事者が捕獲個体に刺された例、別の漁業者が刺されて数日後に破傷風で死亡した例がある。水族館では長い間飼育されてきた。
インドネシアなどでは肉や軟骨を利用することもあるが、ほとんどの場合はその場で投棄される。延縄・刺し網・巻き網・底引き網などで大量に混獲されていると考えられている。延縄で混獲された場合、漁業者は棘を警戒し、舷側に叩きつけることで釣り針を外す。このことで口や顎に深刻なダメージを受け死ぬ個体が多い。この混獲量に関しては未だデータがない。だが、太平洋での調査では1950年代から個体数は増え続けている。これは商業漁業によってサメやマグロのような高次捕食者が減少したためだと考えられている。減少傾向が見られないこと、広範な分布と強い繁殖力を持つことからIUCNはこの種の保全状況を軽度懸念としている。延縄での混獲を減らすため、大きなC字型の釣り針が研究されている。